# صبح الدين لادوكلي
صبح الدين لادوكلي، حكم كرة قدم تركي دولي سابق.
و قد حكم في كأس الخليج 1976، وقد أدار مباراة منتخب البحرين لكرة القدم ومنتخب السعودية لكرة القدم في 8 ابريل 1976.